# Depot von Querfurt
Das Depot von Querfurt (auch Hortfund von Querfurt) ist ein Depotfund der frühbronzezeitlichen Aunjetitzer Kultur (2300–1550 v. Chr.) aus Querfurt im Saalekreis (Sachsen-Anhalt). Das Depot befand sich ursprünglich im Landesmuseum für Vorgeschichte in Halle (Saale) und wurde später dem Museum für Deutsche Geschichte in Berlin übereignet.

## Fundgeschichte
Das Depot wurde um 1889 auf dem Gelände der Zuckerfabrik Rödiger & Co. beim Ausschachten eines Rübenkellers gefunden.

## Zusammensetzung
Das Depot war in einem Keramikgefäß niedergelegt worden. Das Gefäß ist doppelkonisch und besitzt ein eingeschwungenes Oberteil sowie einen breiten Warzenkranz am Bauchumbruch. Im Gefäß lagen zwei bronzene Armspiralen, von denen die eine einen runden und die andere einen ovalen Querschnitt aufweist.